# Denis Kudla
Denis Kudla (Kiev, 17 de agosto de 1992) es un exjugador de tenis estadounidense nacido en Ucrania.

## Carrera
Nacido en Kiev, Ucrania, emigró al año de vida a Virginia, Estados Unidos, junto a su familia. Su padre es arquitecto y su madre es ama de casa. Tiene un hermano mayor, llamado Nikita, quien estudió en la Universidad de Maryland. Comenzó a jugar al tenis a los siete años y asistió a una academia en Burke, Virginia, donde fue entrenado por Frank Salazar. A los 13 años, se mudó a Arlington, Virginia, donde ahora pasa parte del año. Ganó el título de la Orange Bowl a los 16 años en el año 2009 y se convirtió en profesional después de este logro. Llegó a la final del Abierto de EE. UU. en juniors en 2010, perdiendo ante su compatriota Jack Sock.
Su ranking individual más alto logrado en el ranking mundial ATP fue el N.º 53 el 23 de mayo de 2016. Mientras que en dobles alcanzó el puesto N.º 133 el 27 de agosto de 2018.
Hasta el momento ha obtenido seis títulos de la categoría ATP Challenger Series. Cuatro de ellos en la modalidad de individuales y dos en dobles.

## Títulos; 16 (8 + 8)
| Leyenda                     | Individuales | Dobles |
| --------------------------- | ------------ | ------ |
| Grand Slam (tenis)          | 0            | 0      |
| ATP World Tour Finals       | 0            | 0      |
| ATP World Tour Masters 1000 | 0            | 0      |
| ATP World Tour 500 Series   | 0            | 0      |
| ATP World Tour 250 Series   | 0            | 0      |
| ATP Challenger Series       | 8            | 8      |

### Individuales (8)
| N.º | Fecha       | Torneo                        | Superficie | Oponente en la final | Resultado     |
| --- | ----------- | ----------------------------- | ---------- | -------------------- | ------------- |
| 1.  | 29..07.2012 | Challenger de Lexington       | Dura       | Érik Chvojka         | 5-7, 7-5, 6-1 |
| 2.  | 04.11.2012  | Challenger de Charlottesville | Dura (i)   | Alex Kuznetsov       | 6-0, 6-3      |
| 3.  | 04.05.2013  | Challenger de Tallahassee     | Dura       | Cedrik-Marcel Stebe  | 6-3, 6-3      |
| 4.  | 05.07.2014  | Challenger de Winnetka        | Tierra     | Farruj Dustov        | 6-2, 6-2      |
| 5.  | 20.06.2015  | Challenger de Ilkley          | Hierba     | Matthew Ebden        | 6-3, 6-4      |
| 6.  | 18.03.2018  | Challenger de Drummondville   | Dura (i)   | Benjamin Bonzi       | 6-0, 7-5      |
| 7.  | 15.11.2020  | Challenger de Cary            | Dura       | Prajnesh Gunneswaran | 3-6, 6-3, 6-0 |
| 8.  | 20.03.2022  | Challenger de Phoenix         | Dura       | Daniel Altmaier      | 2-6, 6-2, 6-3 |

### Dobles (8)
| N.º | Fecha      | Torneo                        | Superficie    | Compañero            | Oponentes en la final                     | Resultado         |
| --- | ---------- | ----------------------------- | ------------- | -------------------- | ----------------------------------------- | ----------------- |
| 1.  | 26.01.2014 | Challenger de Lahaina         | Dura          | Yasutaka Uchiyama    | Daniel Kosakowski Nicolas Meister         | 6-3, 6-2          |
| 2.  | 05.07.2014 | Challenger de Winnetka        | Dura          | Thanasi Kokkinakis   | Evan King Raymond Sarmiento               | 6-2, 7-64         |
| 3.  | 15.10.2016 | Challenger de Monterrey       | Dura          | Evan King            | Jarryd Chaplin Ben McLachlan              | 46-7, 6-4, [10-2] |
| 4.  | 30.07.2017 | Challenger de Binghamton      | Dura          | Daniel Nguyen        | Jarryd Chaplin Luke Saville               | 6-3, 7-65         |
| 5.  | 24.09.2017 | Challenger de Columbus        | Dura (i)      | Dominik Koepfer      | Luke Bambridge David O'Hare               | 7-66, 7-63        |
| 6.  | 05.11.2017 | Challenger de Charlottesville | Dura (i)      | Danny Thomas         | Jarryd Chaplin Mikelis Libietis           | 7-64, 4-1 ret.    |
| 7.  | 28.04.2018 | Challenger de Tallahassee     | Tierra batida | Robert Galloway      | Enrique López-Pérez Jeevan Nedunchezhiyan | 6-3, 6-1          |
| 8.  | 07.03.2020 | Challenger de Indian Wells    | Dura          | Thai-Son Kwiatkowski | Sebastian Korda Mitchell Krueger          | 6-3, 2-6, [10-6]  |